# Никольское сельское поселение (Лаишевский район)
Никольское се́льское поселе́ние — муниципальное образование в Лаишевском районе Татарстана Российской Федерации.
Административный центр — село Никольское.

## История
Статус и границы сельского поселения установлены Законом Республики Татарстан от 31 января 2005 года № 28-ЗРТ «Об установлении границ территорий и статусе муниципального образования "Лаишевский муниципальный район" и муниципальных образований в его составе».

## Население
| 2010  | 2011  | 2012  | 2013  | 2014  | 2015  | 2016  |
| ----- | ----- | ----- | ----- | ----- | ----- | ----- |
| 1052  | ↗1054 | ↘1051 | ↘1046 | ↗1047 | ↗1097 | ↗1136 |
| 2017  | 2018  |       |       |       |       |       |
| ↗1154 | ↗1228 |       |       |       |       |       |

## Состав сельского поселения
| № | Населённый пункт | Тип населённого пункта       | Население |
| - | ---------------- | ---------------------------- | --------- |
| 1 | Беляково         | деревня                      | 10        |
| 2 | Кунтечи          | село                         | 126       |
| 3 | Никольское       | село, административный центр | 907       |
| 4 | Новая Поляна     | деревня                      | 42        |
| 5 | Пиголи           | деревня                      | 73        |
| 6 | Сапуголи         | село                         | 50        |
| 7 | Тарлаши          | село                         | 87        |